# Paul Hannaux
Pour les articles homonymes, voir Hannaux.
 (octobre 2009).
Si vous disposez d'ouvrages ou d'articles de référence ou si vous connaissez des sites web de qualité traitant du thème abordé ici, merci de compléter l'article en donnant les références utiles à sa vérifiabilité et en les liant à la section « Notes et références ».
 (janvier 2016).
Paul Alexandre Hannaux, né le 15 septembre 1897 à Paris , et décédé à Paris le 23 octobre 1954, est un peintre, illustrateur et décorateur français.

## Les années de formation
Il naît le 15 septembre 1897,,, au 3 rue des Beaux-Arts à Paris 6e.
Il est le fils du sculpteur messin Emmanuel Hannaux (1855-1934). 
Il fut mobilisé aux armées de 1915 à 1919 et recevra la Croix de Guerre. Il entre à l'École des beaux-arts de Paris en 1920. Il puis à l'atelier d’Ernest Laurent. Il est lauréat du Prix de Rome en 1924 et premier boursier de la ville de Paris pour la Casa de Velázquez en 1929. Hannaux suit une formation classique et admire les artistes expressionnistes comme Oskar Kokoschka. 
Il devient membre de l'Association La Fresque en 1933, et habite au no 174 boulevard Saint-Germain à Paris.
Il meurt le 23 octobre 1954, à Paris.

## Voyages
Paul Hannaux était parisien, mais garde des attaches avec la Lorraine, et plus particulièrement avec Metz. Certaines de ses œuvres ainsi que certaines de son père sont encore conservée à Metz. 
Il voyage beaucoup et ses séjours à l'étranger ont une grande influence sur ses œuvres. Le cirque, les baladins, les musiciens, les contes de fées sont ses thèmes privilégiés. 

## Œuvres dans les collections publiques
Ses œuvres peuvent être retrouvées dans des musées à Paris, Metz, Bayonne, Madrid, La Haye, Alger, Oran, Rio de Janeiro, Cologne, Worcester, Salzbourg, Constantine, etc.
- Bibliothèque enfantine de la Ville de Paris, 1952
- Ecole élémentaire Victor-Hugo, Thionville, 1954

## Œuvres décoratives
- Pavillon de Lorraine, 1933
- Pavillon de Paris, 1937
- Paquebot Maréchal-Joffre, 1950
- SNCF Brazzaville, 1951

## Illustrations
- Lac-aux-Dames, « roman gai d'amour et de disette » de Vicki Baum avec des bois originaux; Paris, J. Ferenczi et fils, 1938
- La Main de sang roman d'André Lichtenberger avec des bois originaux; Paris, J. Ferenczi et fils, 1939
- Le Spleen de Paris de Charles Baudelaire, gravures sur cuivre; Paris, Aux dépens d'un amateur (Impr. La Ruche), 1950
- La Chartreuse de Parme de Stendhal
- Prométhée d'Eschyle

## Citations
« De là que l’Afrique, par ses refus mêmes, ait inspiré, retenu et modifié tant de peintres : lui aussi Paul Hannaux en reçu un choc profond, qui a marqué un tournant dans son art. C’est ce qu’il était devant plus fort que lui, c’est que la création y devenait lutte. Il a dû user avec une nature dont la splendeur même était déjà hostile, la surprendre aux heures où le soleil n’était pas ou n’était plus le maître.
[...]
Et si l’art est d’abord une difficulté vaincue, on voit bien que l’Afrique a proposé à Hannaux la plus grande, celle d’une beauté qui se refuse. Pour l’atteindre, Hannaux a pris le meilleur chemin. Il aborde une nature démesurée avec les moyens de la simplicité. Cet art est sans parti pris, et le peintre qui accepte ainsi de se soumettre à un spectacle si bouleversant nous donne une image fidèle de l’effort du créateur, celui qui tente de réduire la désespérée des beautés par les règles de l’Art et de l’Honnêteté. C’est le prix, c’est le pathétique discret et sûr de cet art. Sa récompense est de nous lancer, au milieu de cette France encore toute sombre de son malheur, quelques images d’innocence et de sévérité qui nous font sentir enfin tout notre exil. »

— Albert Camus (Paris, 1938)[réf. souhaitée]

« Paul Hannaux voyagea beaucoup, jusqu'au cœur de l'Afrique noire où il peignit souvent, sans jamais croire à l'exotisme plus que ce Gauguin poursuivant sous le ciel de Tahiti ses recherches de Pont-Aven. Paul Hannaux comprenait seulement, selon Nietzsche, que les hommes ont fait une terre toute petite. On peut, à Montparnasse même, installer de superbes négresses sur la table à modèle, mais Paul Hannaux cherchait le climat: un climat à traduire, à transposer musicalement en passionné de la couleur avec des désirs de poète. »

— André Salmon[réf. souhaitée]